# Juliane Zach
Juliane Zach (* 1960 in Stuttgart) ist eine deutsche Architektin. Seit 2004 ist sie an der Universität der Künste Berlin als Honorarprofessorin im Studiengang Architektur tätig.

## Leben
Juliane Zach studierte an der Universität Stuttgart und an der TU Delft in den Niederlanden. 1987 schloss sie ihr Studium mit dem Diplom ab. Anschließend arbeitete sie in verschiedenen Architekturbüros in Stuttgart, Zürich und Berlin. Als Mitglied der Architektenkammer Berlin ist sie seit 1991 freischaffende Architektin. Juliane Zach plant öffentliche Bauten und Wohnungsbauten, Sanierung, Neu- und Innenausbau. Darüber hinaus arbeitet sie als Organisatorin, Vorprüferin und Preisrichterin bei Architekturwettbewerben. Ihre Schwester ist die Architektin Gundula Zach vom Büro Zach und Zünd in Zürich.

## Lehrtätigkeit
Zwischen 1991 und 1996 war Juliane Zach an der Hochschule der Künste als wissenschaftliche Mitarbeiterin bei Eilfried Huth im Fachgebiet „Gebäudeplanung und Entwurf“ tätig. Als Gastprofessorin unterrichtete sie 1997–2000 sowie 2003/04 an der Universität der Künste Entwerfen und Baukonstruktion. Im Jahre 2002 war sie als Mitglied der Expertenkommission bei der Überleitung der Muthesius-Hochschule Kiel in eine Kunsthochschule beratend tätig. Anschließend wurde sie 2004 zur Honorarprofessorin der Universität der Künste ernannt.
Darüber hinaus war sie an den folgenden Universitäten und Hochschulen in der Lehre tätig:
- Politechnika Szczecinska, Szczecin / Polen (2005–2006)
- Chinesisch-Deutschen Kunstakademie CDK in Hangzhou / China (2006)
- Malta College of Arts, Science and Technology / Malta Studiengang Art & Design (2010)
- Bauhaus Universität Weimar (2011)[3]

## Projekte (Auswahl)

### DDB Worldwide Werbeagentur Berlin
Zusammen mit der Architektengruppe raum317 erarbeitete Juliane Zach zwischen 2000 und 2001 den Innenausbau der Berliner Niederlassung der Werbeagentur DDB Worldwide in der Neuen Schönhauser Straße. Mit einem schlichten und innovativen Interieur wurde auf drei Etagen eine moderne Arbeitsatmosphäre geschafft. Die Räume sind flexibel nutzbar und nach Bedarf in den weiteren Geschossen des Gebäudes erweiterbar. Am Empfang prägen amorphe, mit grauem Filz bezogene Sitzelemente den Raum. Diese wurden einerseits für wartende Kunden entworfen, andererseits laden sie die Mitarbeiter zum Treffen, Kommunizieren und Verweilen ein. Die Sitzelemente, genauso wie der Filzbezug der Schiebetüren des Regalsystems, schaffen in den Großraum eine angenehme Akustik. Die Teeküchen wurden als Begegnungsorte behandelt, die gleichzeitig als Erweiterung des Arbeitsplatzes fungieren können. Mit dem Verwenden der Bodenbeläge als Arbeitsplatte und der Aufnahme der grauen Tischfarbe als Fußboden, greifen die Teeküchen die Materialität des Bürobereichs auf. Scheinbar im Raum schwebend wurden in den doppelgeschossigen Verbindungsräumen die Küchenoberschränke mit Drahtseilen abgependelt. Weitere Teeküchen sind als Einbaumöbel konzipiert. Sie lassen sich wie ein Schiebeelement aus dem Regalsystem herausziehen und in Sekunden kann man sie wieder verschwinden lassen. Die in den Raum eingestellte Glasbox, der Besprechungsraum – der thinktank – zoniert die großen Büroflächen. Bewegliche Glaslamellen bilden teilweise die Wände, die die Stahlkonstruktion umhüllen und ermöglichen das individuelle, mechanische Regulieren der Zugehörigkeit zum umfließenden Großraum.

### McKinsey & Company Berlin
2003 erarbeitete Juliane Zach zusammen mit Klaus Lehnert ein neues Gestaltungskonzept für den Empfang und die Cafeteria der Unternehmensberatung McKinsey & Company am Kurfürstendamm in Berlin-Charlottenburg. Die zwei Bereiche bilden das Herzstück der Büroetagen. Hier begegnen sich die Mitarbeiter zur Kaffeepause und für kreative Gespräche, weiterhin werden aber auch Kunden empfangen und repräsentative Veranstaltungen durchgeführt. So prägen die Cafeteria und der Empfang nicht nur den Büroalltag, sondern auch das Unternehmensimage. Gestalterisch prägen warme Farben und eine klare Formsprache den Raum.

## Auszeichnungen und Wettbewerbe
Wettbewerbserfolge in chronologischer Reihenfolge:
- 1988: Ankauf – Grundschule und Mehrzweckhalle Künzelsau im Büro Oei + Partner / Stuttgart
- 1989: 2. Preis – Bahnhofsgebiet Dornach-Arlesheim / CH mit Gundula Zach / Zürich[9]
- 1989: Ankauf – Staatstheater Mainz Kleines Haus mit Gundula Zach / Zürich (Veröffentlichungen nicht mehr vorhanden)[10]
- 1991: 1. Preis – Altstadt Ulm im Büro Bangert in BJSS / Berlin (Veröffentlichungen nicht mehr vorhanden)
- 1992: 2. Preis – Stadtzentrum Halberstadt[11][12]
- 1993: 1. Preis – Städtebauliches Gutachterverfahren Michendorf/Potsdam (Veröffentlichungen nicht mehr vorhanden)
- 1997: Ankauf – Neues Wohnen in Weimar-Nord – Brandt+Böttcher mit Zach Dechamps Architekten
- 2002: Ankauf – Einzelhandelszentrum und Platz am Kino – raum317 Architekten – Klaus Lehnert, Juliane Zach, Berlin; Wehberg-Krafft Landschaftsarchitekten, Berlin
- 2004: Ankauf – Ideenwettbewerb Lennépark Baruth, Neugestaltung der Parkbrücken[13]

## Veröffentlichungen
- 1994: Publikation „Einsichten“ über den Fachbereich Architektur der HdK Berlin, Verlag Jürgen Häusser, Darmstadt. DNB 957097492
- 1996: Publikation: Eilfried Huth Architekt „Varietät als Prinzip“, Gebr. Mann Verlag, Berlin. DNB 94731430X